# Hannut
Hannut (wallonisch Haneù, niederländisch Hannuit) ist eine belgische Stadt (Stadttitel seit 1985) in der Region Wallonien. Sie befindet sich in der Provinz Lüttich und liegt 26 Kilometer nordöstlich von Namur, 34 Kilometer westlich von Lüttich und 54 Kilometer südöstlich von Brüssel.
Der nächste Autobahnanschluss bei Walshouten an der A3/E 40 liegt 4 Kilometer nördlich; der nächste Regionalbahnhof befindet sich 8 Kilometer nördlich in Landen.
Die Nebenbahn Landen-Hannut-Wanze besitzt keinen Personenverkehr mehr.
In der Schlacht bei Hannut fand vom 12. bis 14. Mai 1940 die erste Panzerschlacht des Zweiten Weltkriegs zwischen deutschen und französischen Einheiten statt.